# Selo Ligação Ferroviária Patos-Campina Grande
Selo Ligação Ferroviária Patos-Campina Grande é um selo comemorativo emitido pelos Correios do Brasil.

## Caracteríticas
Na cor laranja predominante, foi lançado em 24 de abril de 1959. O selo registra a ligação ferroviária entre as cidades brasileiras de Patos município brasileiro do estado da Paraíba e Campina Grande também na Paraíba. A imagem do selo mostra o Viaduto da Serra da Viração, a maior ponte ferroviária do nordeste brasileiro, medindo  190 metros de comprimento e 44 de altura. A obra de arte foi inaugurada em setembro de 1957.
Impresso pelo processo de rotogravura, o papel apresenta o filigrana: (Q) Correio Estrela Brasil (5 mm).

## Catálogos
| Yvert & TellierYvert - Yvert & Tellier | 671   |
| Scott - Scott Publishing               | 888   |
| Michel - Michel Übersee-Katalog        | 953   |
| RHM - Rolf Harald Meyer                | C-431 |